# Bitwa nad rzeką Garonna (732)
Bitwa nad rzeką Garonna miała miejsce w 732 roku. Bitwa rozegrała się między wojskami arabskimi, dowodzonymi przez gubernatora Al-Andalus, Abd ar-Rahmana Ghafikiego a siłami Księstwa Akwitanii, prowadzonymi przez księcia Odona Wielkiego. Walki zakończyły się zwycięstwem Arabów.

## Bitwa
Abd ar-Rahman od momentu objęcia władzy jako gubernator, zaczął organizować wyprawy mające na celu ekspansję w Galii. W 731 roku uporał się z berberskimi buntownikami z państewka Munuzy, obejmującego część Katalonii i Septymanii. Munuza był sojusznikiem Odona. Następnym celem była Akwitania, która już raz zdołała odeprzeć najazd muzułmanów z Półwyspu Iberyjskiego, pokonując gubernatora Al-Andalus, al-Chaulaniego, w bitwie pod Tuluzą.
Wojska arabskie przekroczyły Pireneje przez zachodnie przełęcze i znalazły się w Gaskonii. Okoliczne miasta i osady zostały złupione, wraz z historyczną stolicą regionu Auch, po czym najeźdźcy skierowali się na Bordeaux. Miasto zostało zdobyte z marszu, złupione, a wszyscy obrońcy zostali zabici. Wobec niszczycielskiego najazdu Odon zebrał wojska i ruszył w stronę Bordeaux, chcąc zatrzymać postępy Arabów. Do bitwy doszło nad rzeką Garonna lub nad rzeką Dordogne. Walki zakończyły się klęską wojsk akwitańskich, które poniosły ciężkie straty i uległy rozbiciu. Krótko po bitwie Arabowie najechali i złupili okoliczne klasztory, po czym ruszyli w stronę Tours.

## Następstwa
Rozprężenie w szeregach wojsk muzułmańskich, spowodowane łupieniem klasztorów i miast, dało czas Odonowi na zebranie nowych sił i poinformowanie Karola Młota o nadchodzącym zagrożeniu. Frankijski majordom, dotychczas skonfliktowany z księciem Akwitanii, wykorzystał sytuację i narzucił Odonowi swoje warunki w zamian za sojusz. Połączone siły frankijskie starły się jeszcze w tym samym roku z muzułmanami w bitwie pod Poitiers, walki zakończyły się zwycięstwem chrześcijan.